# Chelsea Pensioner

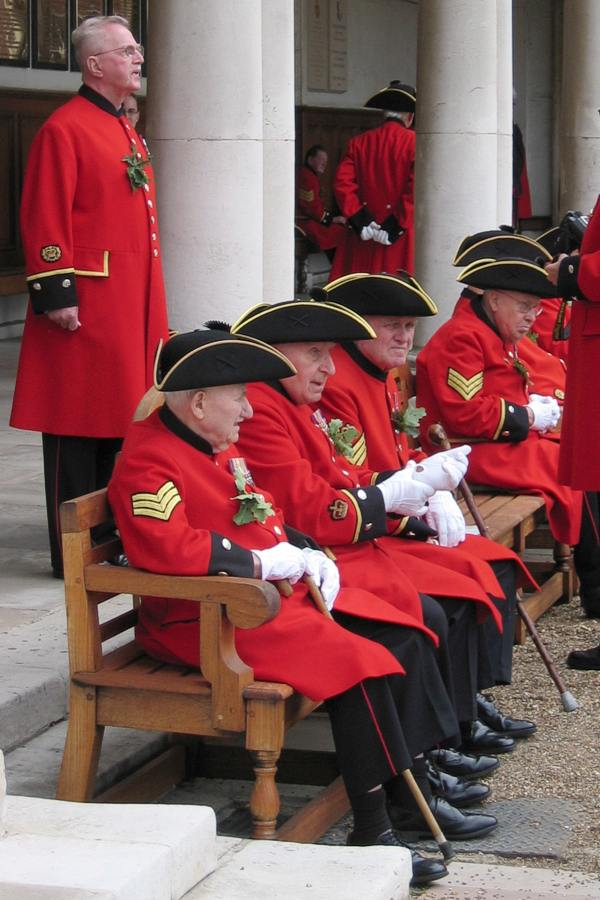
Chelsea Pensioners com casacos escarlates e chapéus tricorne no desfile do Dia do Fundador no Royal Hospital Chelsea

Um Chelsea Pensioner, ou In-Pensioner, é um residente do Royal Hospital Chelsea, uma casa de repouso e casa de retiro para antigos membros do Exército Britânico situada em Chelsea, Londres. O Royal Hospital Chelsea alberga 300 soldados britânicos aposentados, homens e mulheres (estas últimas desde 2009), e situa-se na Royal Hospital Road. Historicamente, o termo “Chelsea Pensioner” tinha uma aplicação mais ampla, referindo-se tanto aos pensionistas internos como aos pensionistas externos que vivem em outros locais.

## Pensionistas internos e externos

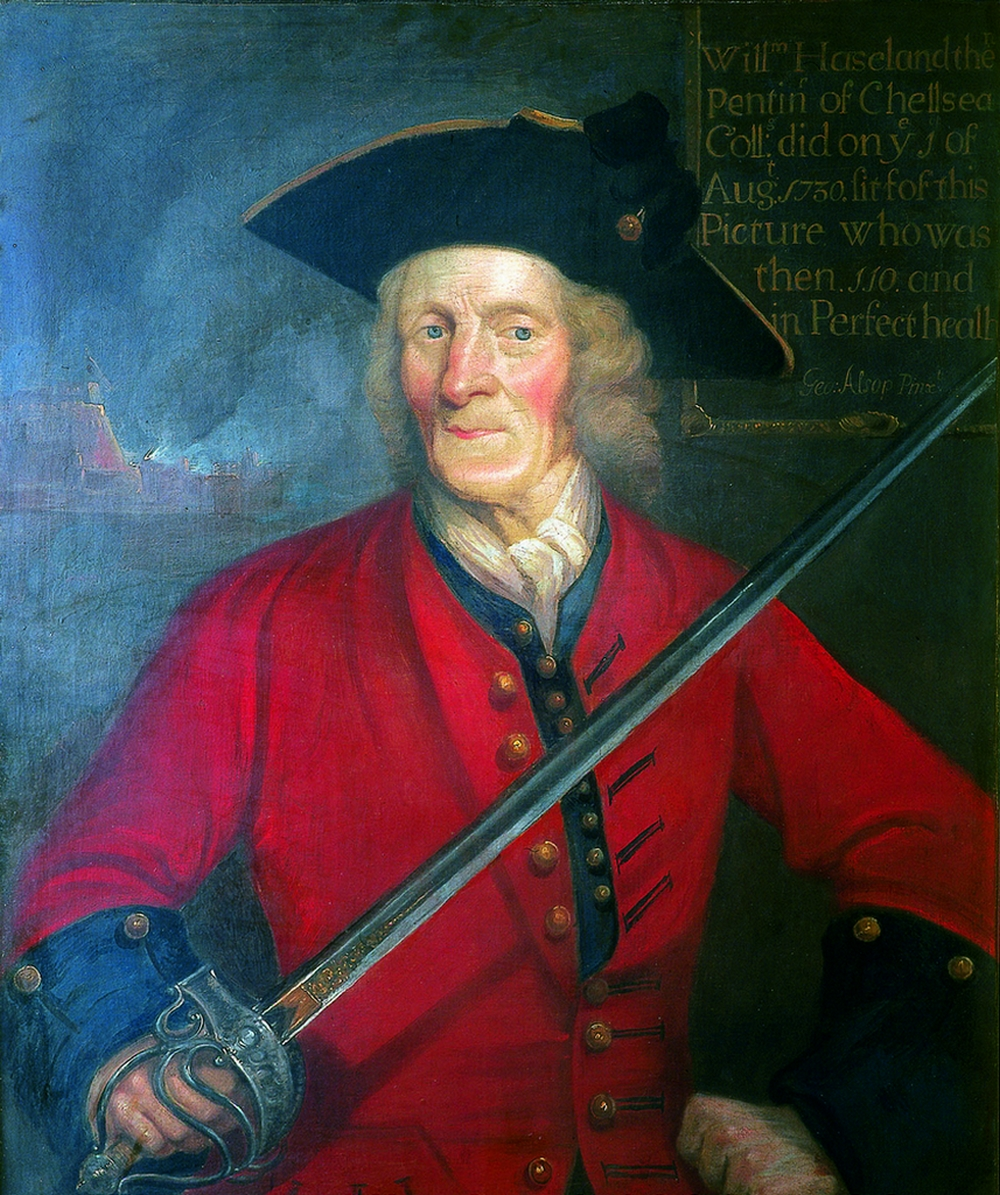
Sargento William Hiseland, um cavaleiro da Guerra Civil Inglesa e um dos primeiros pensionistas a ser admitido no Royal Hospital em Londres

O Royal Hospital foi fundado pelo Rei Carlos II em 1682 como um retiro para os veteranos. A oferta de um albergue, em vez do pagamento de pensões, foi inspirada em Les Invalides, em Paris.
Durante o reinado do Rei Guilherme III e da Rainha Maria II, o Royal Hospital ainda estava sendo construído, pelo que introduziram um sistema de distribuição de pensões do exército em 1689. A pensão deveria ser concedida a todos os antigos soldados que tivessem sido feridos em serviço ou que tivessem servido durante mais de 20 anos.
Quando o Royal Hospital foi concluído, havia mais aposentados do que vagas disponíveis no Royal Hospital. Os ex-soldados elegíveis que não podiam ser alojados no Hospital eram chamados de Out-Pensioners, recebendo sua pensão do Royal Hospital, mas morando fora dele. Os In-Pensioners, por outro lado, renunciavam à sua pensão do exército e viviam dentro do Royal Hospital. Vários veteranos foram incorporados ao Corps of Invalids de 1688 a 1802, recebendo o equivalente à pensão externa em troca da realização de serviços de guarnição.
Em 1703, havia 51 Out-Pensioners. Em 1815, esse número havia aumentado para 36.757. O Royal Hospital permaneceu responsável pela distribuição das pensões do exército até 1955, após o que a expressão “Out-Pensioner” tornou-se menos comum, e “Chelsea Pensioner” passou a ser usada principalmente para se referir aos “In-Pensioners”.

## Condições para admissão como pensionista
Para ser elegível para admissão como Chelsea Pensioner, o candidato deve ser um ex-soldado ou ex-oficial do Exército Britânico (incluindo o Serviço Nacional) ou um ex-oficial do Exército Britânico que serviu nas fileiras ou recebeu uma pensão por invalidez enquanto servia nas fileiras. Ele deve estar em idade de se aposentar, ser capaz de viver de forma independente ao chegar ao Royal Hospital Chelsea e estar livre de qualquer obrigação financeira de sustentar um cônjuge ou família.

## A vida dos aposentados

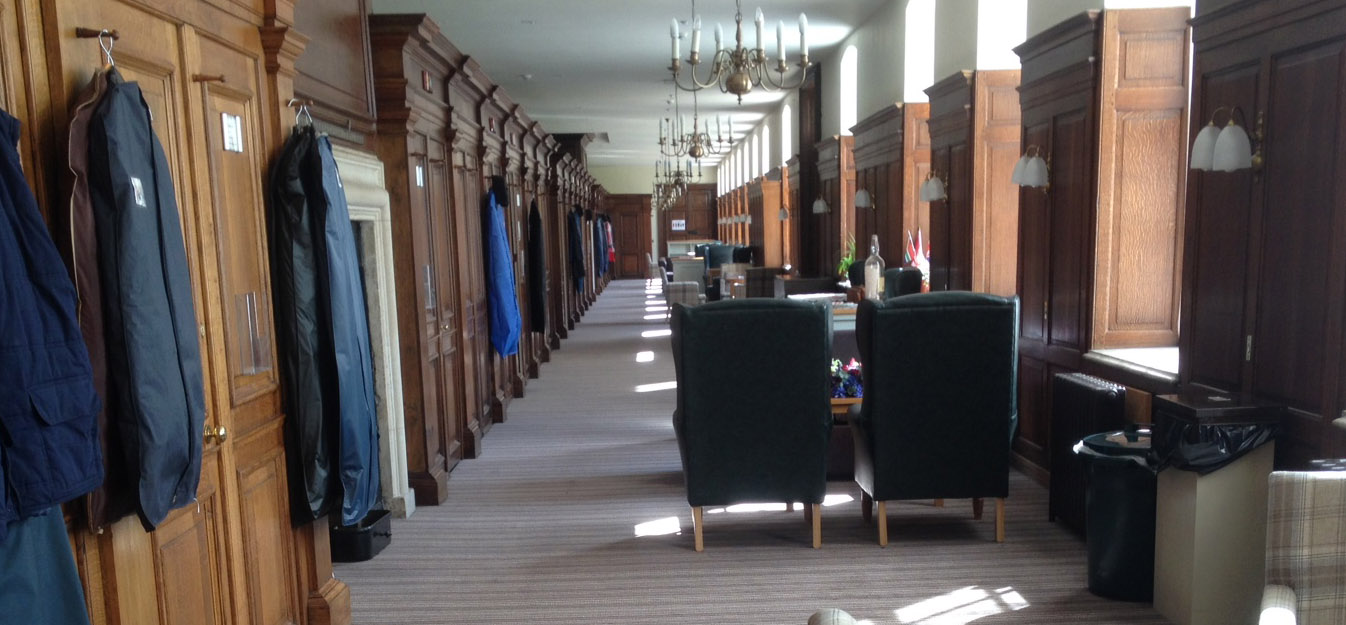
Uma ala do Royal Hospital Chelsea

Os candidatos ao Royal Hospital Chelsea (RHC) são convidados para uma estada de quatro dias, durante a qual têm uma ideia de como é a vida de um Chelsea Pensioner. Se eles gostarem da estadia e sentirem que se adaptarão, serão convidados a se tornar um Chelsea Pensioner. Ao chegar ao Royal Hospital, cada In-Pensioner é medido para vestir o Blues (uniforme do dia a dia) e o Scarlets (o famoso uniforme que eles usam nos desfiles). Eles recebem seu próprio quarto, ou “berço” em uma enfermaria, e são alocados em uma Companhia. Até as obras de reforma realizadas na década de 1950, esses quartos mediam 6 × 6 pés. As obras concluídas em 2015 garantiram que todos os beliches dos In-Pensioners incluíssem banheiro privativo, uma escrivaninha e luz natural.
Ao entrar, os In-Pensioners abrem mão de sua pensão do exército e, em troca, recebem alimentação, alojamento, roupas e assistência médica completa.
Os In-Pensioners também têm seu próprio clube com bar, lounges e restaurante; há lotes para aqueles que gostam de jardinagem e instalações para boliche na grama. Se um In-Pensioner ficar doente, ele será transferido para a Infirmary, que é uma casa de repouso com enfermagem e um centro médico G.P. O cemitério do Royal Hospital fica no Cemitério de Brookwood, em Surrey.
Os Chelsea Pensioners estavam entre os primeiros a serem incluídos na implementação da vacinação contra a COVID-19 no Reino Unido, tendo recebido sua primeira dose em 23 de dezembro de 2020.

## Admissão de mulheres

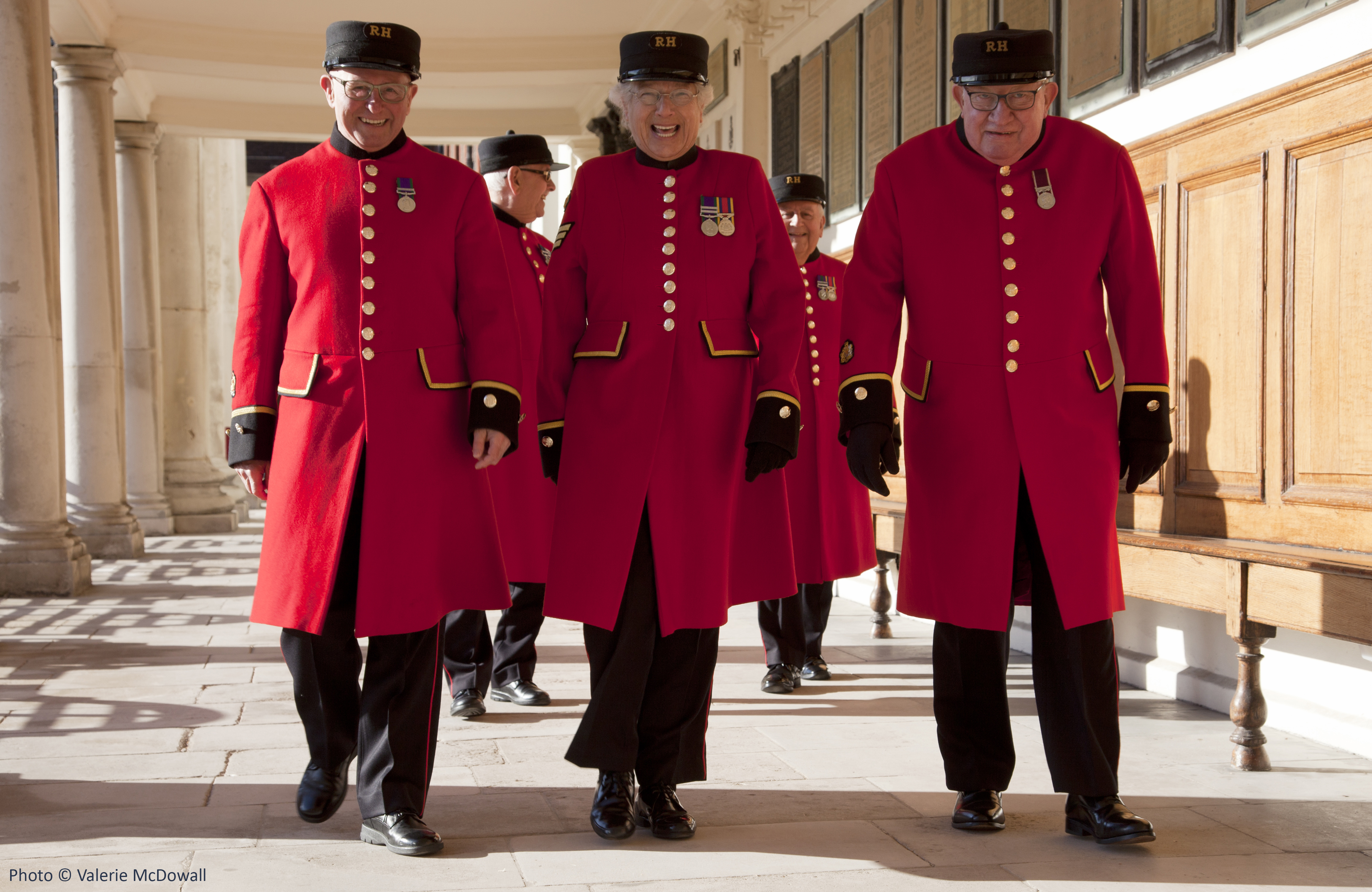
Marjorie Cole, no meio, uma das poucas mulheres Chelsea Pensioners no Royal Hospital

Os registros do Royal Hospital mostram que uma mulher, Christian Davies, foi internada no Chelsea Hospital por volta de 1717 e recebeu uma pensão por seu serviço no exército e pelos ferimentos que recebeu a serviço da Rainha Ana. Ela morreu em 1739 e foi enterrada no Royal Hospital Chelsea com todas as honras militares.
Desde a morte de Davies até 2009, somente candidatos do sexo masculino foram admitidos. Em 2007, foi anunciado que ex-militares do sexo feminino seriam admitidas após a conclusão da modernização das enfermarias longas. Em março de 2009, as primeiras mulheres nos 317 anos de história do Hospital foram admitidas como pensionistas: Dorothy Hughes (85 anos) e Winifred Phillips (82 anos).

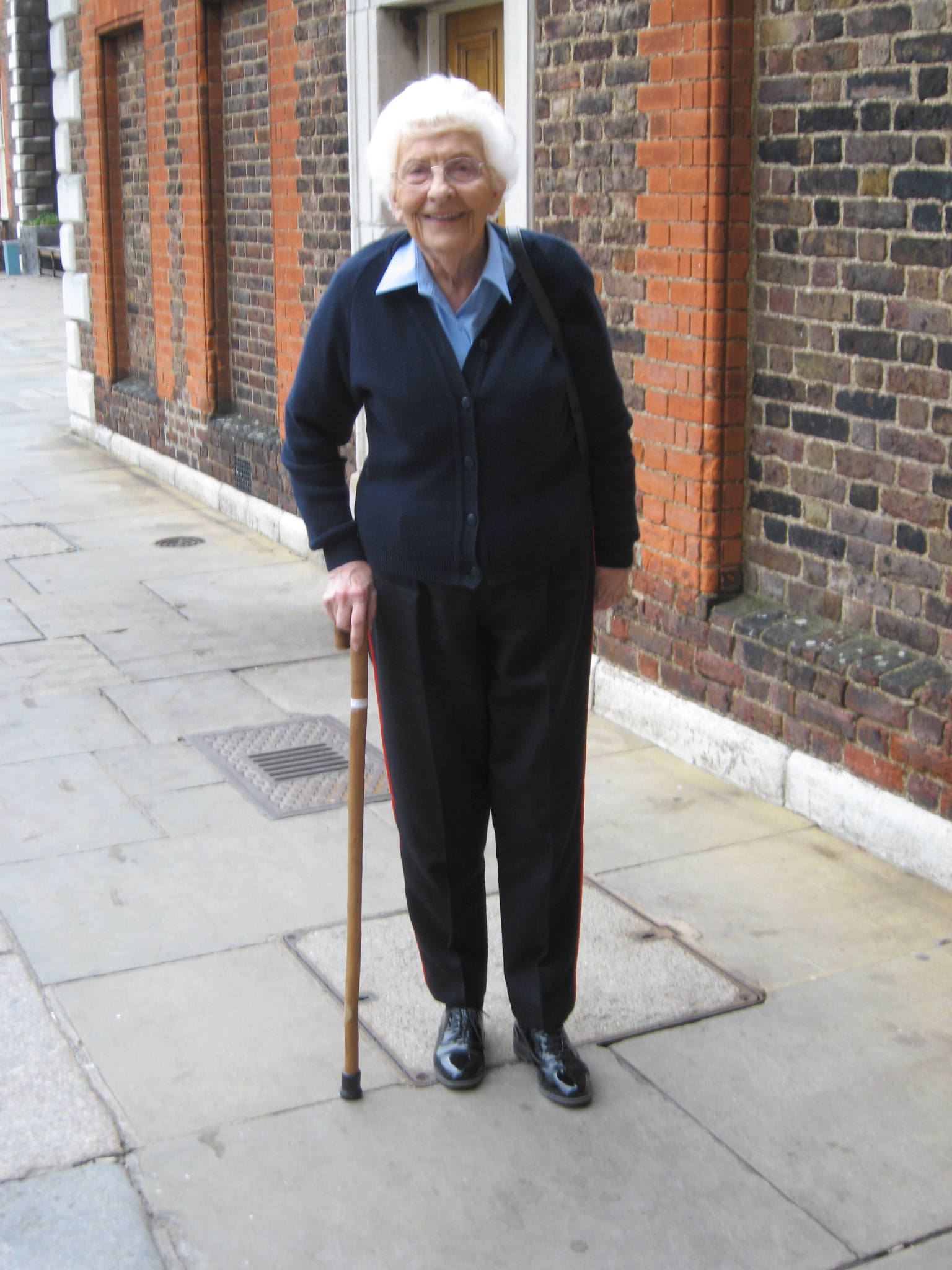
Dorothy Hughes, In-Pensioner, em 2013

Winifred Phillips (1926-2016) formou-se como enfermeira e ingressou no Auxiliary Territorial Service em 1948, alistando-se no Women's Royal Army Corps em 1949, enquanto servia no Egito. Nos 22 anos seguintes, ela serviu em Singapura, Chipre e Egito, alcançando o posto de Oficial de Garantia Classe 2. Ela escreveu dois livros sobre como se tornou uma das primeiras mulheres Chelsea Pensioners: My Journey to Becoming the First Lady Chelsea Pensioner (2010) e Mum's Army: Love and Adventure from the NAAFI to Civvy Street (2013). Ela nunca se casou.
Dorothy Hughes entrou para o exército britânico em 1941, trabalhando mais tarde como parte da 450 Heavy Anti Aircraft Battery na Divisão de Londres. Em 1945, a bateria foi posicionada perto de Dover para se defender de ataques de bombas voadoras V-1. Posteriormente, ela trabalhou com o Grupo de Pesquisa Operacional do Exército, desenvolvendo fusíveis em projéteis usados contra foguetes V-2 e foi dispensada do Exército em 1946 com a patente de sargento.

## Roupas

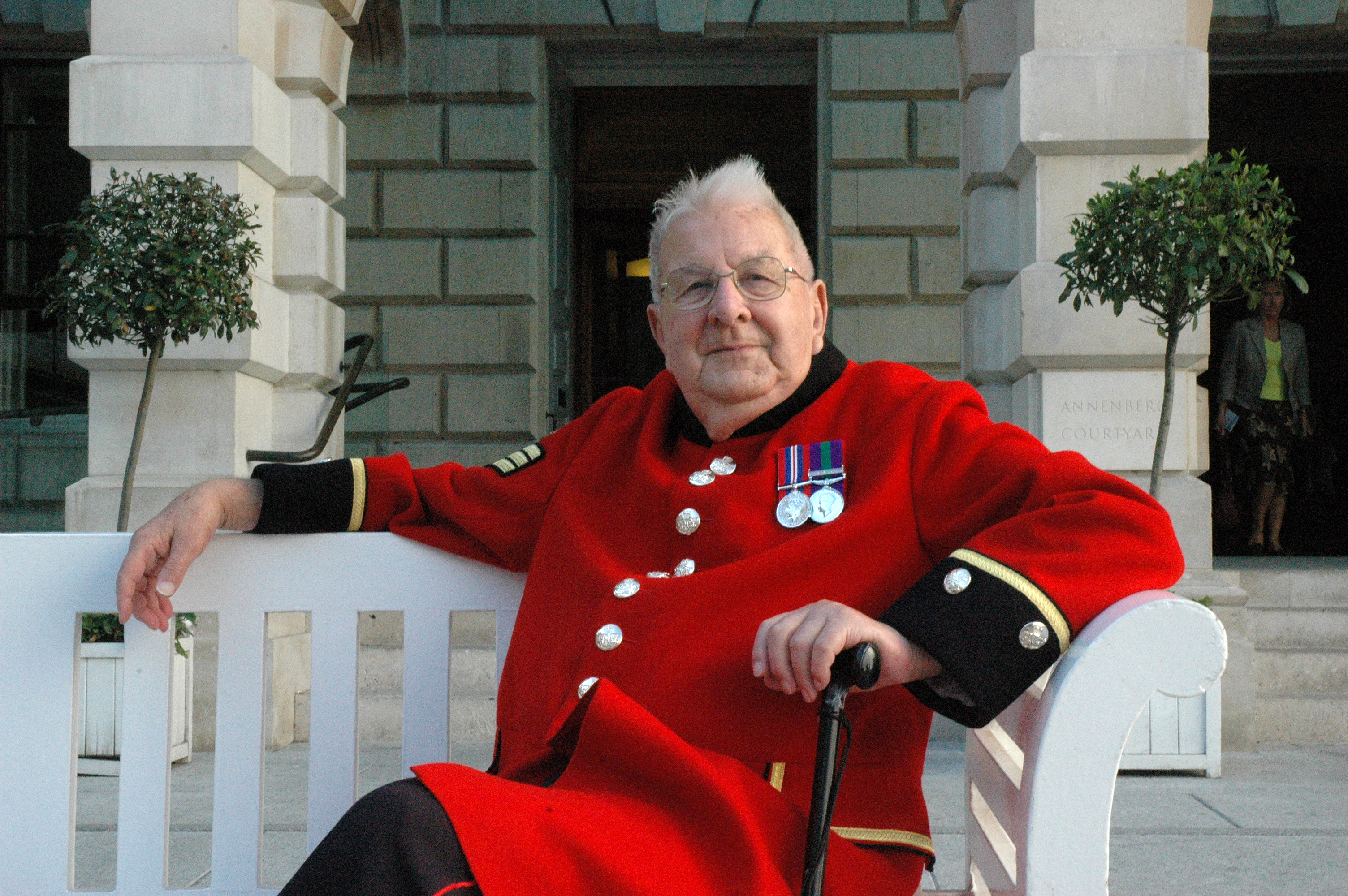
Um Chelsea Pensioner com uniforme escarlate.

Os Chelsea Pensioners têm o direito de ir e vir do Royal Hospital como quiserem e podem usar roupas civis em qualquer lugar que viajarem. Entretanto, dentro do Hospital e nos arredores, eles são incentivados a usar um uniforme azul. Se viajarem para mais longe do Royal Hospital, devem usar os distintos casacos escarlates em vez do uniforme azul. As casacas-vermelhas também são usadas em ocasiões cerimoniais, acompanhados de chapéus tricorne. Em outras ocasiões, geralmente é usado um tricórnio, conhecido como shako.
No uniforme, os pensionistas usam suas fitas de medalhas e a insígnia do posto que alcançaram enquanto serviam nas forças armadas. Eles também podem usar outras insígnias que ganharam durante o serviço, incluindo asas de salto de paraquedas e asas de salto SAS.

## Memoriais e locais de sepultamento

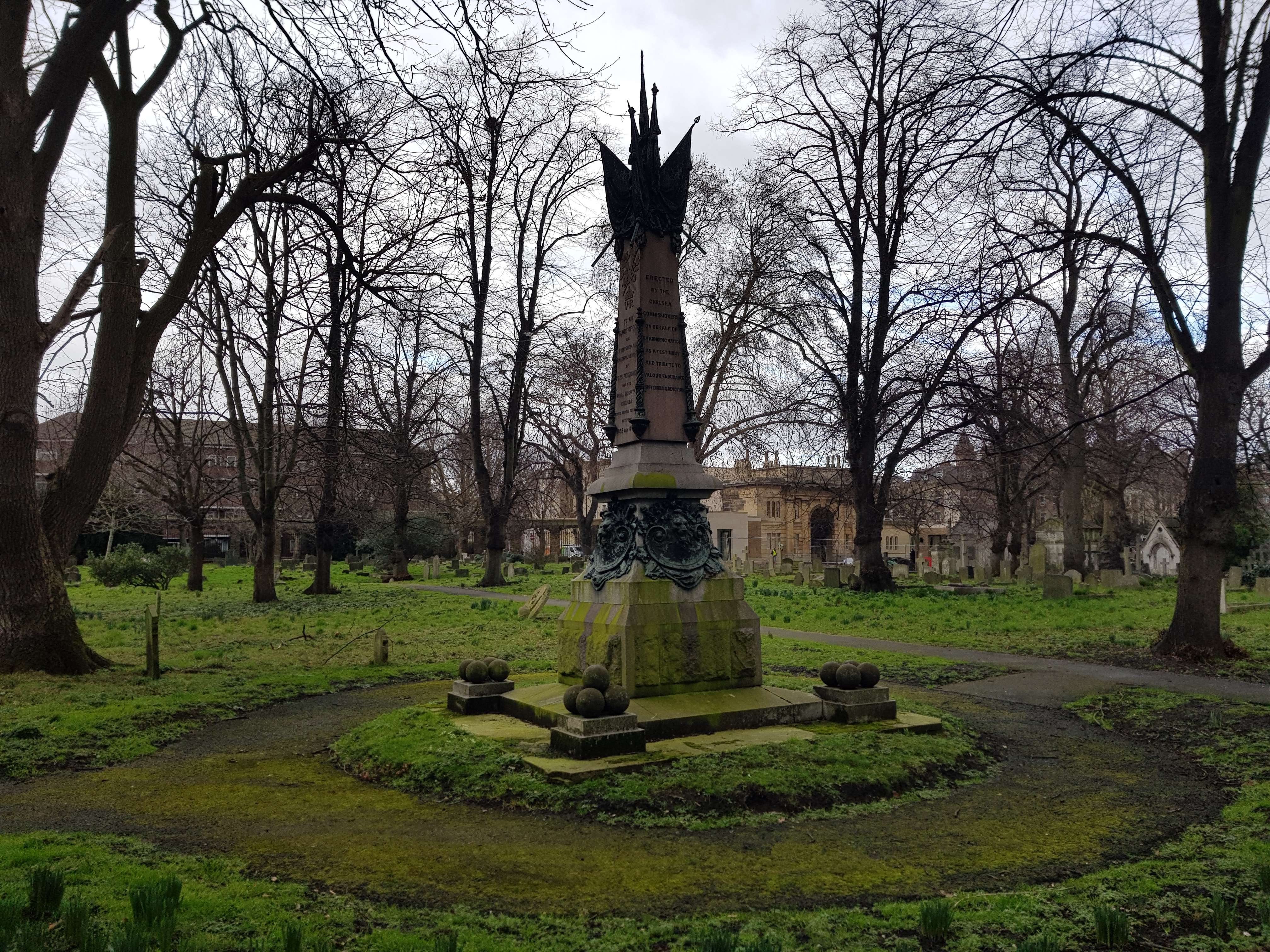
Chelsea Pensioners' Monument no Cemitério de Brompton

Vários cemitérios têm memoriais e túmulos de aposentados do Chelsea. Os sepultamentos foram feitos inicialmente no Old Burial Ground, no Royal Hospital Chelsea e depois no Cemitério de Brompton, onde o Chelsea Pensioners' Monument foi erguido em 1901. Desde 1893, os sepultamentos são realizados no Cemitério de Brookwood, em Surrey, onde o cuidado com os túmulos foi transferido em 1961 para a Commonwealth War Graves Commission.

## ÁlbumMen In Scarlet
Sete Chelsea Pensioners no Royal Hospital Chelsea lançaram um álbum em 8 de novembro de 2010 para arrecadar dinheiro para o Chelsea Pensioners' Appeal. Com a participação de Dame Vera Lynn, Katherine Jenkins, The Soldiers e Janey Cutler, o álbum está repleto de canções conhecidas da época da guerra e inclui sua marcha tradicional, “The Old Brigade”.

## Chelsea Football Club
| Uniforme primário do Chelsea da temporada 2010–11 |

O Chelsea Football Club, localizado nas proximidades, é afiliado ao Chelsea Pensioners há muitos anos; o primeiro apelido do clube foi Pensioners e, até a década de 1950, o brasão do clube exibia um Chelsea Pensioner. Os residentes do Hospital podem ser vistos assistindo aos jogos do Chelsea em casa, no Stamford Bridge.
Quando o Chelsea ganhou o título da Premier League em 2005, os Chelsea Pensioners formaram uma guarda de honra enquanto os jogadores e a diretoria saíam para a apresentação do troféu. Isso se repetiu quando o Chelsea conquistou o título em 2010. Em homenagem à marca registrada dos casacos escarlates usados pelos aposentados, o kit primário do Chelsea para a temporada 2010–11 apresentava um acabamento vermelho nas golas.